# Al culmine della disperazione
(Emil Cioran. La passione dell'assurdo - § 4)
Al culmine della disperazione (Pe culmile disperării) è la prima opera filosofica di Emil Cioran, pubblicata nel 1934.

## Antefatto
Nelle lettere  dei primi anni Trenta, Cioran non mancò di evidenziare alcuni suoi pensieri nei confronti dell'uomo e della vita in generale. Una lettera interessante fu quella scritta il 5 aprile 1932, con l'idea di inviarla all'amico Bucur Tincu, in cui descrisse la sua decisione di isolarsi a Sibiu per comporre, in quattro mesi, «qualcosa di consistente», esprimendo inoltre il desiderio di «scrivere qualcosa col sangue». Mentre risiedeva nella già citata provincia rumena, Cioran scrisse una lettera il 21 aprile 1933, in cui delineò per la prima volta il progetto di scrivere un libro con l'intenzione di poterlo pubblicare. Questa lettera verrà inviata a Petru Comarnescu, e qui compare per la prima volta una bozza del titolo della futura opera.
(Emil Cioran. Lettera a Petre Comarnescu)

## Contenuto
Il libro non presenta sistemi filosofici coerenti, bensì una serie di aforismi in cui Cioran approfondisce i vari temi con un'impostazione più metaforica e letteraria, anziché rigorosa e accademica, avvicinandosi a pensatori come Nietzsche, Kierkegaard e Pascal. Tale stile verrà ripreso in tutte le opere successive, e nonostante si tratti del libro d'esordio di Cioran, Al culmine della disperazione presenta già alcuni dei temi fondamentali del pensatore rumeno, come la morte, l'assurdo, l'insonnia, la malinconia e il suicidio, tematiche dense di un lirismo tale da renderlo vicino al movimento esistenzialista.